# کوستلتس ناد لابم
کوستلتس ناد لابم (به چکی: Kostelec nad Labem) یک منطقهٔ مسکونی در جمهوری چک است که در ناحیه میلنیک واقع شده‌است. کوستلتس ناد لابم ۳٬۲۶۶ نفر جمعیت دارد.